# Kattegullsberget
Kattegullsberget är ett naturreservat i Askersunds kommun i Örebro län.
Området är naturskyddat sedan 2005 och är 19 hektar stort. Reservatet omfattar en halvö med berget Kattegullsberget i insjön Östersjön och består av äldre barrskog och partier med yngre lövrik blandskog.